# Collégiale Saint-Liphard de Meung-sur-Loire
La collégiale Saint-Liphard (ou Saint-lifard) est une église catholique située à Meung-sur-Loire, dans le département du Loiret en région Centre-Val de Loire.
Bâtie sur la tombe de saint Liphard d'Orléans, la collégiale fait l'objet d'un classement au titre des monuments historiques depuis 1840.

## Localisation
L'église est située dans le département français du Loiret, sur la commune de Meung-sur-Loire. 

## Historique
L'édifice est classé au titre des monuments historiques en 1840. Saint-Liphard est une abbaye de Bénédictins, fondée au VIe siècle par Lifard d'Orléans, à Meung-sur-Loire. Saint Lifard était cousin de Clovis et gouverneur d'Orléans. Vers 798, l'empereur Charlemagne confie à Théodulphe la collégiale lorsque celui-ci l'investit évêque d'Orléans. Elle possède en 990 des possessions sur différentes régions éloignées : en Ponthieu, pays de Caux, Touraine, Berry, Pincerais, etc. Sa plus grande extension est du IXe siècle. Vers la fin du XIe siècle elle devint l'église collégiale de Meung.

## Pour approfondir